# Eidgenössische Volksinitiative «Für eine öffentliche Krankenkasse»
Die eidgenössische Volksinitiative «Für eine öffentliche Krankenkasse» war eine schweizerische Volksinitiative, welche am 28. September 2014 zur Abstimmung kam. Sie verlangte die Abschaffung von privaten Krankenkassen und die Einführung einer einzigen öffentlichen Krankenkasse für die gesundheitliche Grundversorgung der Bevölkerung. Initiiert wurde die Initiative von verschiedenen Verbraucher- und Patientenschutzorganisationen sowie von der SP und den Grünen. Der Bundesrat und die Bundesversammlung lehnten die Initiative ab.
Die Initiative wurde in der Volksabstimmung vom 28. September 2014 mit 61,8 % der Stimmen und 4 zu 16 6/2 Ständen abgelehnt. Die Stimmbeteiligung betrug 46,7 %.

## Ausgangslage
Jede in der Schweiz wohnhafte Person muss eine Krankenpflegeversicherung abschliessen, welche die Grundversicherung abdeckt. Alle Krankenkassen sind ihrerseits verpflichtet, alle Personen in ihre Grundversicherung aufzunehmen. Zum Zeitpunkt der Abstimmung gab es 61 private Versicherungsunternehmen, die diese Grundversicherung anboten und zueinander im Wettbewerb standen. Die Initiative wollte eine gesamtschweizerische öffentlich-rechtliche Krankenkasse einführen, die diese Grundversicherung für alle in der Schweiz wohnhaften Personen übernimmt. Kantonale und interkantonale Agenturen hätten die Aufgabe, die Prämien festzulegen und die erbrachten medizinischen Leistungen zu vergüten.
Bundesrat und Parlament lehnten die Initiative ab. Das aktuelle System habe sich bewährt. Eine grundlegende Neugestaltung der Grundversicherung würde zu Unsicherheiten und schwer kalkulierbaren Kosten führen. Zudem würde der Wettbewerb zwischen den Krankenkassen entfallen und die Versicherten verlören die freie Wahl zwischen unterschiedlichen Anbietern von Dienstleistungen.

## Initiativtext
I

Die Bundesverfassung wird wie folgt geändert:
Art. 117 Abs. 3 (neu) und 4 (neu)

3 Die soziale Krankenversicherung wird von einer einheitlichen nationalen öffentlich-rechtlichen Einrichtung durchgeführt. Deren Organe werden namentlich aus Vertreterinnen und Vertretern des Bundes, der Kantone, der Versicherten und der Leistungserbringer gebildet.

4 Die nationale Einrichtung verfügt über kantonale oder interkantonale Agenturen. Diese legen namentlich die Prämien fest, ziehen sie ein und vergüten die Leistungen. Für jeden Kanton wird eine einheitliche Prämie festgelegt; diese wird aufgrund der Kosten der sozialen Krankenversicherung berechnet.

II

Die Übergangsbestimmungen der Bundesverfassung werden wie folgt geändert:
Art. 197 Ziff. 8 (neu)

8. Übergangsbestimmungen zu Art. 117 Abs. 3 und 4 (nationale öffentlich-rechtliche Krankenkasse)

1 Nach der Annahme von Artikel 117 Absätze 3 und 4 durch Volk und Stände erlässt die Bundesversammlung die notwendigen gesetzlichen Bestimmungen, damit die Reserven, die Rückstellungen und die Vermögen aus dem Bereich der sozialen Krankenversicherung auf die Einrichtung nach Artikel 117 Absätze 3 und 4 übertragen werden.

## Abstimmungsergebnisse
Die Initiative wurde am 28. September 2014 mit 61,8 % der Stimmen und 4 zu 16 6/2 Ständen abgelehnt. Die Stimmbeteiligung lag bei 46,7 %.
Nach den vorläufigen Ergebnissen für die Abstimmung am 28. September 2014 gab es die höchste Ablehnung mit 81,7 % im Kanton Appenzell Innerrhoden (Ostschweiz) bei niedriger Wahlbeteiligung (40,5 %) mit 3'726 Nein-Stimmen. Die höchsten Zustimmungsraten gab es im Kanton Jura sowie im Kanton Neuenburg (französischsprachige Nord-Westschweiz) mit 63,0 % und 60,3 % bei überdurchschnittlicher Wahlbeteiligung von 49.0 respektive 50,0 Prozent in Neuenburg.